# François Gaston de Lévis
Pour les articles homonymes, voir Lévis et Lévis (homonymie).
François Gaston de Lévis, né le 20 août 1719 à Ajac (Languedoc, aujourd'hui dans le département de l'Aude), mort le 26 novembre 1787 à Arras, chevalier, puis duc de Lévis, est un militaire français qui s'est notamment illustré en Nouvelle-France. Il est élevé en 1783 à la dignité de maréchal de France pour l'ensemble de sa carrière au sein des armées.

## Biographie

### Origine et famille
François Gaston de Lévis descend de la Maison de Lévis, une ancienne famille noble du village de Lévis, dans l'actuel département des Yvelines, dont l'origine remonte au XIIe siècle. Son ancêtre Guy de Lévis se rend célèbre, notamment pour ses faits d'armes lors des croisades contre les Albigeois. En récompense de quoi son beau-fère Simon de Montfort le nomme maréchal de l'armée des Croisés (dite Armée de la Foi), titre dont la famille s'honore encore au XVIIIe siècle. On lui fait également cadeau de la baronnie de Mirepoix. La maison de Lévis acquiert alors une prospérité toujours grandissante depuis cette acquisition. Le cousin de François-Gaston de Lévis, Gaston Pierre de Lévis, duc de Mirepoix sera, lui aussi, maréchal de France. La famille rend de nombreux services au royaume de France. Au total, elle fournit deux maréchaux, trois lieutenants-généraux, huit chevaliers des ordres du Roy, des ambassadeurs, des pairs de France, un grand maitre des Eaux et des Forêts, un cardinal, six archevêques et cinq évêques.
La famille se divise en un nombre considérable de branches. La branche aînée, dite des marquis de Mirepoix, s'éteint en 1757. La branche suivante, dite des marquis de Gaudiès, s'éteindra en 1870. La troisième, dite des marquis de Léran, devient alors la branche ainée. De cette branche est issu le rameau qui, en 1593, forme la lignée des seigneurs d'Ajac, dont descend François-Gaston de Lévis.
Ce dernier nait le 20 août 1719 au château d'Ajac, près de Limoux. Il est le fils de Jean de Lévis, baron d'Ajac, mort en 1720, et de Jeanne-Marie de Maguelonne.

### Mariage et descendance
Il épouse en 1762 Gabrielle Augustine Michel de Tharon (1744-1794), fille de Gabriel Michel, écuyer, seigneur de Doulon, Tharon, Champs-sur-Marne, conseiller-secrétaire du Roi, riche armateur nantais, directeur de la Compagnie des Indes, et d'Anne Bernier. La maréchale de Lévis, ses deux plus jeunes filles et sa sœur, la marquise de Marbeuf, dame de Champs-sur-Marne, seront toutes quatre guillotinées pendant la Terreur, en 1794. De cette union naissent :
- Augustine Gabrielle Françoise de Lévis (Paris, 22 décembre 1762 - 1802), mariée en 1780 avec Christophe Dominique Vincent, marquis de Spinola, ambassadeur de la république de Gênes près du Roi de France, dont deux filles ;
- Pierre-Marc-Gaston de Lévis, duc de Lévis, pair de France, membre de l'Académie française (Paris, 7 mars 1764 - Paris, 18 février 1830), marié en 1785 avec Pauline Charpentier d'Ennery. Dont postérité ;
- Marie-Gabrielle de Lévis (Arras, 12 octobre 1765 - guillotinée à Paris, 10 juillet 1794), mariée en 1783 avec Charles Félix René de Vintimille, marquis du Luc, petit-fils du Roi Louis XV, émigré, général. Dont postérité ;
- Henriette-Françoise de Lévis (Paris, 22 avril 1767 - guillotinée à Paris, 10 juillet 1794), mariée en 1785 avec Charles Raymond Ismidon de Bérenger, comte du Gua, émigré, sert dans l'armée des princes, colonel en 1814. Dont postérité[5].

### Carrière militaire

#### Jeunesse et débuts
Devenu orphelin de père alors qu'il était enfant, il entre en qualité de lieutenant au régiment de la Marine en 1735, à l'âge de 16 ans. Durant 20 ans, il participe à toutes les opérations militaires qui ont lieu sur les frontières orientales du royaume. Il combat sur les rives du Rhin, en participant à la guerre de Succession de Pologne et à l'âge de 17 ans, il est élevé au grade de capitaine. En 1741, il sert au sein du corps auxiliaire français dans l'armée bavaroise qui envahit la Bohême durant la guerre de Succession d'Autriche. C'est durant cette même période qu'il participe à la prise, puis à la défense de Prague. Durant la même année, il se bat à Dettingen et sert avec son régiment en Haute-Alsace, sous les ordres du maréchal François de Franquetot de Coigny. Il est alors rapidement remarqué et distingué parmi les officiers au cours des campagnes militaires dans le sud-est de l'Allemagne, durant de nombreux sièges et batailles.
Deux ans plus tard, il sert dans les armées du Bas-Rhin sous le commandement de Louis-François de Bourbon, Prince de Conti. En 1746, le régiment de Lévis se joint à l'armée d'Italie, dans laquelle il sert en tant qu'aide-major général des logis au sein du corps commandé par son cousin, Gaston Pierre de Lévis-Mirepoix, devenu lieutenant-général. Il se distingue également à la bataille de Montalban, en désarmant un bataillon piémontais, et assiste aux sièges de Valence, de Cazal, de Ville-France et du château de Vintimille. Alors que, un an plus tard, son régiment aide les défenseurs de la Provence, Lévis quitte son commandement en échange d’un brevet de colonel surnuméraire, et continue jusqu’à la fin de la guerre de servir à titre d’aide-major général des logis. La même année, durant la bataille de Plaisance, son cheval est tué sous lui et plus tard, près de Bieglis, un coup de feu l'atteint à la tête. Malgré tout, les honneurs sur sa personne se multiplient en raison de ses exploits : il est fait colonel en 1746 et chevalier de Saint-Louis en 1748.

#### En Nouvelle-France
Remarqué pour sa bravoure et son sang-froid, il est nommé brigadier et commandant en second de l'armée française en Nouvelle-France aux côtés du général Louis-Joseph de Montcalm en avril 1756. Ses relations avec le général et le gouverneur Pierre de Rigaud de Vaudreuil sont cordiales, même s'il se range davantage du côté du gouverneur en ce qui concerne les questions militaires. Dès son arrivée dans la colonie, il a ordre de déplacer les compagnies de La Sarre sur les eaux et celle de Royal-Roussillon sur terre de Québec à Montréal, afin d'assurer la défense du sud de la colonie contre les troupes britanniques. Peu de temps après, il est affecté à la défense du lac Saint-Sacrement. Alors que Montcalm s'occupe de renforcer les défenses du Fort Carillon, Lévis et un détachement militaire se dirigent vers le nord-ouest, afin de constater si l'ennemi peut se servir du chemin des Agniers pour attaquer ce fort ainsi que celui de Saint-Frédéric. Plus tard, il prend le commandement de la défense de la forteresse de Carillon, alors que Montcalm doit retourner à Montréal préparer un raid sur le Fort Chouaguen. C'est au moment où il s'occupe de peaufiner la défense du fort que le jeune militaire juge que le meilleur endroit pour engager un combat avec les troupes ennemies serait au nord du lac Saint-Sacrement, où les Britanniques auraient à débarquer, et donc seraient plus vulnérables. Cependant, ces derniers n'attaquent point la forteresse, puisque les troupes anglaises préfèrent rester sous la protection du Fort Edward. Lévis en profite donc pour détruire des établissements des colonies anglaises et faire des prisonniers.

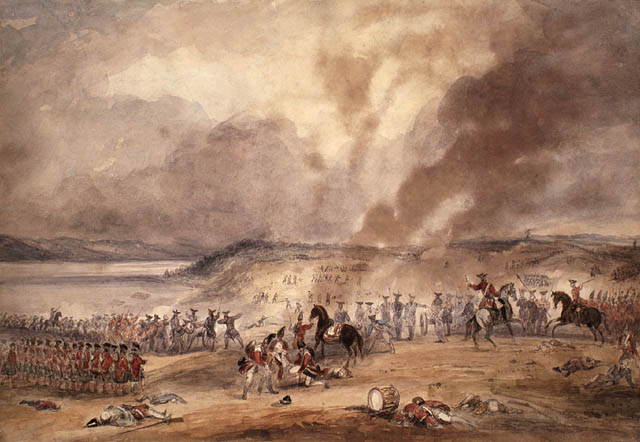
La bataille de Sainte-Foy en 1760 est une tentative de Lévis de reprendre Québec.

Désireux de faire avancer sa carrière personnelle, il n'hésite pas à écrire à ses supérieurs en France afin d'attirer leur attention sur ses succès militaires. Par exemple, apprenant la réussite de l'expédition contre Chouaguen commandé par Montcalm, il écrit au comte d'Argenson, ministre de la guerre, en affirmant qu'il serait désagréable si le marquis de Montcalm devait recevoir tous les honneurs et pas lui. En même temps, il n'hésite pas à faire valoir le mérite de ses collègues, notamment Vaudreuil. Responsable également de la défense du lac Champlain jusqu'en 1758, il participe à la Bataille de Fort Carillon au côté de Montcalm, en rejoignant ce dernier avec des renforts de 3 000 hommes. Il est ainsi en grande partie responsable de la victoire des troupes françaises malgré la supériorité numérique de l'ennemi. Ce succès a pour conséquence d'arrêter la marche des Britanniques sur Montréal, et de les rejeter sur la défensive vers le lac Saint-Sacrement. Durant l'été 1759, il repousse les troupes de James Wolfe, alors qu'elles tentent de prendre Québec en aval de la rive du côté de la ville. Un grand nombre de soldats britanniques est tué dans cette escarmouche . La même année, Lévis est fait maréchal de camp et est envoyé sur ordre de Montcalm défendre Montréal avec un important détachement militaire, car l'on craint une attaque des Anglais. Il y arrive le 11 août 1759, mais Québec est alors moins bien défendu. 

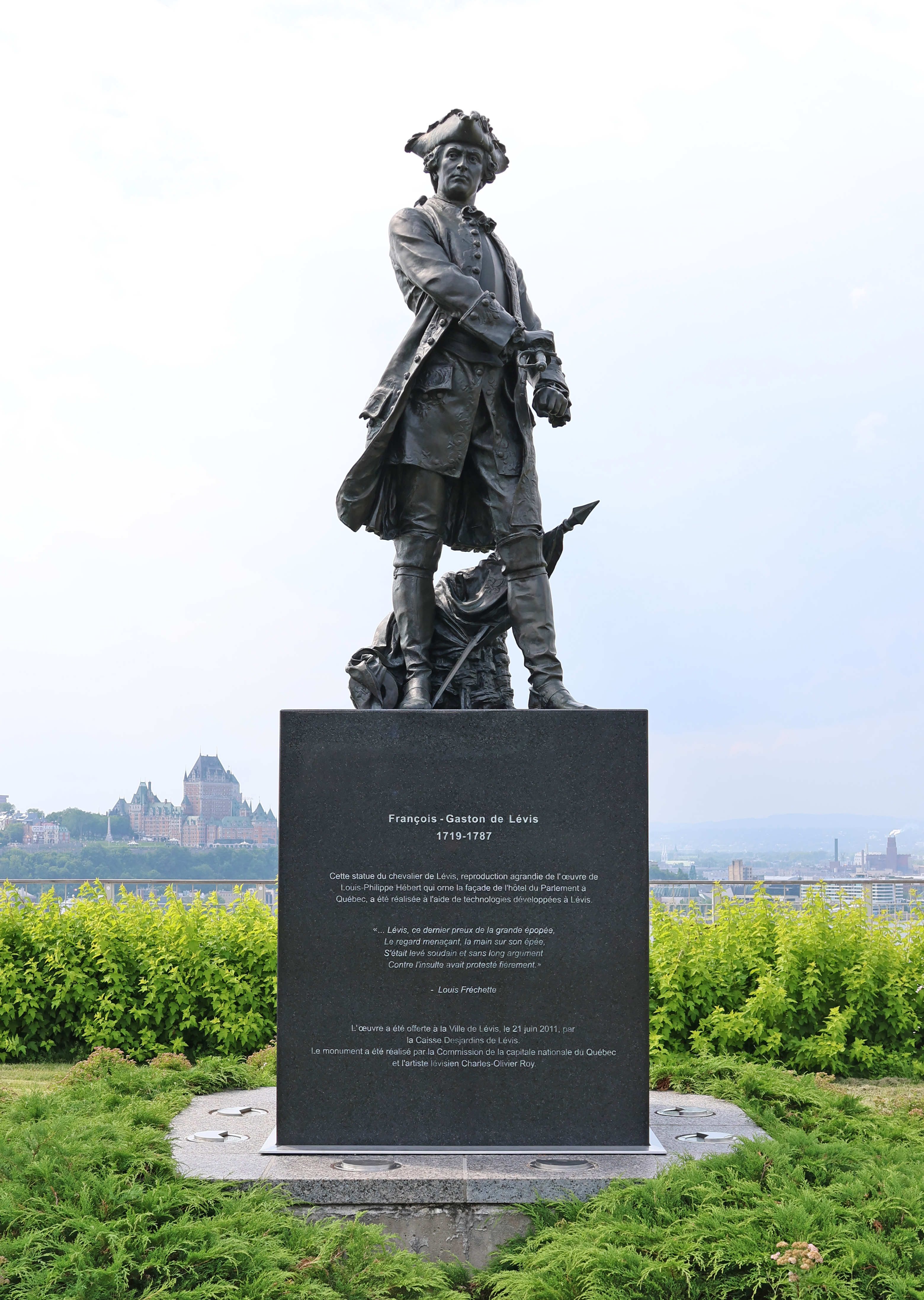
Statue de François Gaston de Lévis à Lévis.

À la suite de la mort de Montcalm et de la prise de Québec par les Britanniques le 13 septembre, il prend le commandement des armées françaises. La même année, il réclame, avec Vaudreuil, des renforts dans le but de reprendre l'ancienne capitale de la colonie, mais Paris n'envoie que 5 bâtiments et une frégate de 28 canons en réponse à cette demande. Au lieu des 4 000 soldats réclamés, ce ne sont que 400 hommes qui mettent pied à terre, fraichement arrivés de France. Malgré tout, il prépare une contre-offensive en réorganisant grandement les forces armées à sa disposition, autant les troupes régulières que la milice. Alors que sous Montcalm, les soldats étaient moins disciplinés, Lévis ordonne à ses officiers de mettre leurs efforts sur la discipline et l'ordre au sein des troupes. Il interdit aux soldats et aux officiers français de maltraiter ou d'insulter les miliciens de la colonie. Bien que les hommes manquent d'armes, il donne également consigne aux gens de la milice de fixer leur couteau au bout de leur fusil, pour qu'ils puissent ainsi attaquer et combattre au corps-à-corps plus facilement. Aussi, il crée exclusivement pour la milice trois compagnies où chacune est commandée par un officier de l'armée régulière de manière à utiliser ces hommes de la manière la plus efficace possible, contrairement à Montcalm qui se contentait de mélanger parmi les troupes des miliciens et des soldats réguliers. C'est donc finalement le 20 avril 1760 qu'il marche sur Québec avec l'armée française, dans l'intention de débarquer à Sillery et de se jeter entre Québec et les 1 500 hommes que le général James Murray a distribués dans des postes avancés de Lorette et de Sainte-Foy. Lorsque les hommes de Lévis atteignent Pointe-aux-Trembles, la bataille de Sainte-Foy est commencée. Croyant avoir l'avantage par son artillerie au détriment d'un nombre de soldats suffisant contre les troupes françaises, les Britanniques sont malgré tout attaqués sur leur flanc gauche, menacés d'enveloppement. Lévis fait donc reculer les lignes anglaises et les brise par la même occasion, vainquant ainsi l'ennemi grâce au courage de ses soldats et ses talents de commandant. Par la suite, il assiège immédiatement la ville, mais ne peut la reprendre, l'arrivée de renforts britanniques rendant toute tentative en ce sens illusoire. Il se retranche alors sur l'île Sainte-Hélène, près de Montréal, et brûle les drapeaux français lors de la capitulation de 1760 pour les soustraire à l'ennemi.

#### En France
À son retour en France en 1761, il est nommé lieutenant général et on l'informe qu'il doit servir dans l'armée du Bas-Rhin, sous les ordres du prince de Soubise. Cependant, Lévis ne se montre pas très enthousiaste à combattre à nouveau et ne se présente ainsi devant son supérieur militaire qu'au début de décembre 1761. À la veille de Noël de la même année, il quitte les camps militaires en Allemagne et retourne à Paris, pour épouser Gabrielle-Augustine, fille de Gabriel Michel de Doulon, trésorier général de l’artillerie et administrateur de la Compagnie des Indes. Par la suite, Lévis retourne au front et s'illustre à la bataille de Nauheim, se faisant remarquer pour s'être emparé des canons de l'ennemi anglais.

### Gouverneur de l'Artois
Lorsque la guerre de Sept Ans prend fin, en 1763, il quitte le service actif de l'armée et, en 1765, il devient gouverneur de l'Artois. Ses fonctions l'amènent à siéger aux États d'Artois.
En 1771, il est nommé commandant de l'une des quatre compagnies des Gardes du Corps de Monsieur. Par la suite, il se consacre essentiellement au développement de sa province. En particulier, il améliore les communications en faisant construire un canal entre Béthune et la Lys. Il fait aménager une route entre les villes de Boulogne-sur-Mer et de Saint-Omer.
En 1783, Lévis est élevé à la dignité de maréchal de France et un an plus tard, sa seigneurie d'Avesne-le-Comte est érigée en duché de Lévis.
Durant la guerre d'indépendance américaine, il correspond de manière amicale avec son ancien ennemi James Murray, devenu gouverneur de Minorque. Il se fait un plaisir de lui rendre certains services, comme de fournir des passeports à des officiers devant traverser la France pour retourner en Angleterre.
Trois ans plus tard, toujours dans le souci de contribuer au bien-être de sa province, il désire présider les États d'Artois. C'est en les présidant qu'il meurt à Arras le 26 novembre 1787.

## Honneurs

### Titre
- Seigneur de Torcy (1765-1781)
- Duc de Lévis (août 1785)

### Décorations
| Chevalier du Saint-Esprit | Chevalier de Saint-Louis | Chevalier de Saint-Lazare |

- Chevalier du Saint-Esprit (Versailles, 26 mai 1776)[21] ;
- Chevalier de Saint-Louis (1748) ;
- Chevalier des ordres royaux militaires et hospitaliers de Saint-Lazare de Jérusalem[22] ;

### Armoiries
D'or à trois chevrons de sable.

## Hommages
Le Fort Lévis construit en 1759 sur l'Isle Royale dans le Fleuve St-Laurent.
Une statue à son effigie orne la façade du palais législatif de Québec.
En revanche, la ville québécoise de Lévis tient son nom du duc de Ventadour, lui aussi de la famille des Lévis, vice-roi de la Nouvelle-France au début du XVIIe siècle.